# Agave dasylirioides
Agave dasylirioides là một loài thực vật có hoa trong họ Măng tây. Loài này được Jacobi & Bouch. mô tả khoa học đầu tiên năm 1865.